# Вольбром (гміна)
Гміна Вольбром (пол. Gmina Wolbrom) — місько-сільська гміна у південній Польщі. Належить до Олькуського повіту Малопольського воєводства.
Станом на 31 грудня 2011 у гміні проживало 23504 особи.

## Площа
Згідно з даними за 2007 рік площа гміни становила 150.82 км², у тому числі:
- орні землі: 75.00%
- ліси: 13.00%

Таким чином, площа гміни становить 24.24% площі повіту.

## Населення
Станом на 31 грудня 2011:
| Опис     | Загалом | Загалом | Чоловіки | Чоловіки | Жінки | Жінки |
| -------- | ------- | ------- | -------- | -------- | ----- | ----- |
| одиниця  | осіб    | %       | осіб     | %        | осіб  | %     |
| все      | 23504   | 100     | 11494    | 48.90    | 12010 | 51.10 |
| міське   | 8971    | 100     | 4316     | 48.11    | 4655  | 51.89 |
| сільське | 14533   | 100     | 7178     | 49.39    | 7355  | 50.61 |

## Сусідні гміни
Гміна Вольбром межує з такими гмінами: Ґолча, Жарновець, Ключе, Олькуш, Пілиця, Тшицьонж, Харшниця.